# László Kovács (futebolista)
László Kovács (Tatabánya, 24 de abril de 1951 – Győr, 30 de junho de 2017) foi um futebolista profissional húngaro que atuava como goleiro.

## Carreira
László Kovács fez parte do elenco da Seleção Húngara de Futebol, da Copa de 1978.